# Selección de béisbol de Chiriquí
La Selección de béisbol de Chiriquí es el represente de la provincia de Chiriquí en la liga nacional de béisbol mayor de Panamá, en los que cuenta con 17 títulos además de 9 en categoría juvenil.

## Historia
El equipo obtuvo su primer título en 1978 pero su mayor éxito obtuvo en la década de los 90 finalizando con un triplete en 1998, 1999 y 2000 y posteriormente ganarían nuevamente en el 2002, 2004, 2013, 2015, 2018 y 2020. En categoría juvenil obtuvo su primer título en 1980, pero no es hasta la década de 2000 que se convierte en el equipo que ha tenido más triunfos con 8 títulos (2002, 2004, 2007, 2008, 2009, 2011, 2015 y 2018) entre los que destaca el de 2001 con la participación del jugador chiricano y exjugador de ligas menores Giovanni Miranda y el de 2004 con Enrique Kiko Serracin como director del equipo juvenil. Otros cinco campeonatos fueron obtenidos por Alberto Macre y varios jugadores protagonistas como Jonathan Saavedra, César Flores, Jesús Barroso, Jeffer Patiño, Joseph Guerra, Eliecer Navarro, Antonio y Alberto Cuan, Octavio Espinoza, Edgar Delgado, Rodrigo Vigil, Ashley y Dimas Ponce.
En 1997, se da la separación de las ligas locales de Alanje, Barú y Renacimiento; formando la nueva liga provincial de Chiriquí Occidente.
El 23 de marzo de 2018 se inaugura el nuevo estadio Kenny Serracín, con un costo de 19 millones de dólares y a cargo de la empresa Administradora de Proyectos de Construcción S.A.

## Junta directiva
- Presidente: Jesús Pinzón
- Vice-Presidente: Ceferini Miranda
- Secretaria: Yessica Valdez
- Tesorero: José Monroy

- Fiscal: Jesenka Espinosa
- Vocal: Sabas Cordero
- Coordinadora de Ligas Menores: Hilda de Araúz

## Campeonatos

### Béisbol mayor
- Liga de Béisbol de Panamá (17): 1978, 1979, 1991, 1992, 1993, 1996, 1998, 1999, 2000, 2002, 2004, 2013, 2015, 2018, 2020, 2021 y el más reciente en 2024.

### Béisbol juvenil
- Liga de béisbol juvenil de Panamá (9): 1980, 1994, 1997, 2001, 2005, 2007, 2008, 2009 y 2011.

## Estadio
La casa del Gana'o Bravo, el Estadio Kenny Serracin se ubica en el centro de David, capital de la Provincia de Chiriquí, inaugurado en 1978 y reconstruido en 2016, cuenta con capacidad actual para 9,000 espectadores.

## Rivalidades
- Panamá Metro
- Herrera
- Los Santos
- Bocas del Toro

## Jugadores destacados
Rodolfo "El Candelilla" Aparicio
Virgilio "El Indio" Kaa
Franklin "Panco" Castillo
Napoleón Ibarra
Candelario De León
Álvaro "Cocoy" Chavarría
Dimerson Nuñez
Álvaro Hernández
Bienvenido Cedeño
Olmedo Morales
Enrique "El Fantasma" Serracin
Bracy Randolph
Víctor "La Sombra" Preciado
Lauren Flores
Alejandro "Zurdo" Chávez
Alberto "Beto" Macre
Ernesto Fossaty
Rodolfo "Ramillete" Flores 
Dimerson Nuñez 
Carlos "Calicho" Ruiz
Andy Otero	
Carlos Xavier Quiroz	
Jonathan Saavedra	
Ángel Chávez	